# Ludwig Haas
Pour les articles homonymes, voir Haas.
Ludwig Haas, né le 16 avril 1933 à Eutin et mort le 12 octobre 2021 à Neumünster, est un acteur allemand.

## Biographie
Ludwig Haas est célèbre par les interprétations d'Adolf Hitler dans plusieurs films, entre autres aux côtés de Jacques Dufilho, Jean Yanne et Jean-Pierre Cassel dans Pétain de Jean Marbœuf (1993), dans La Grande Évasion 2 avec Christopher Reeve (1988) et dans Une lueur dans la nuit avec Michael Douglas (1992). Il a joué dans 30 autres films (Le Perroquet et al) et incarne depuis 1985 le rôle du Docteur Ludwig Dressler dans le feuilleton Lindenstraße.

## Filmographie sélective

### Cinéma
- 1986 : L'Assaut, de Fons Rademakers : le général von Braunstein
- 1992 : Une lueur dans la nuit (Shining Through) de David Seltzer : Adolf Hitler
- 1993 : Pétain, de Jean Marbœuf : Adolf Hitler.

### Télévision
- 1975 : Tatort (série télévisée) - saison 1 épisode 54 : Schöne Belinda
- depuis 1985 : Lindenstraße (série télévisée) : Docteur Ludwig Dressler
- 1988 : La Grande Évasion 2 (The Great Escape II: The Untold Story) de Paul Wendkos et Jud Taylor (téléfilm) : Adolf Hitler
- 1989 : Inspecteur Derrick (série télévisée) - saison 16 épisode 5 : Die Stimme des Mörders : le notaire
- 1998 : Wolff, police criminelle (série télévisée) - saison 7 épisode 7 : Die Tote an der S-Bahn : Kaminski
- 1992 : Inspecteur Derrick - saison 19 épisode 7 : Eine eiskalte Nummer : Kramer
- 1992 : Tatort - saison 1 épisode 257 : Experiment : le professeur Wimmer